# Arbeitssystemplanung
Unter Arbeitssystemplanung versteht man die Gestaltung von Arbeitssystemen. In Arbeitssystemen wirken die Systemelemente
1. Arbeitsaufgabe
2. Arbeitsablauf
3. Eingabe
4. Ausgabe
5. Mensch
6. Betriebsmittel bzw. Arbeitsmittel
7. Umwelteinflüsse

miteinander, um eine Arbeitsaufgabe zu erfüllen. Durch die Arbeitssystemplanung sollen die Systemelemente so aufeinander abgestimmt werden, dass ein Optimum nach dem ökonomischen Prinzip erreicht wird. Man erreicht dies durch die Beeinflussung der Systemelemente, beispielsweise durch Planung der Fertigungsmittel, die Lager- und Transportplanung, die Personalplanung (Auswahl und Fortbildung), die Flächen- und Gebäudeplanung bis hin zur Investitionsrechnung.